# Tilletia caries
Espèce
Tilletia caries est une espèce de champignons basidiomycètes de la famille des Tilletiaceae, responsable de carie sur blé . Depuis les années 1950, cette maladie est bien maitrisée grâce au contrôle et aux traitements des semences, mais elle est en recrudescence en agriculture biologique .
Ce fléau, qui causait des pertes importantes aux paysans à la fin du XVIIIe siècle, a été étudié à cette époque, en particulier par Bénédict Prévost qui, au chaulage (enrobage des semences à la chaux) préconisé par Mathieu Tillet dès 1755 devant l'Académie de Bordeaux, suggéra d'ajouter le sulfatage (ajout de cuivre). Ses travaux furent néanmoins marginalisés par l'Institut de France et en particulier par le rapporteur Henri-Alexandre Tessier. Il faudra attendre le milieu du XIXe siècle pour que ce procédé soit largement adopté.

## Cycle biologique

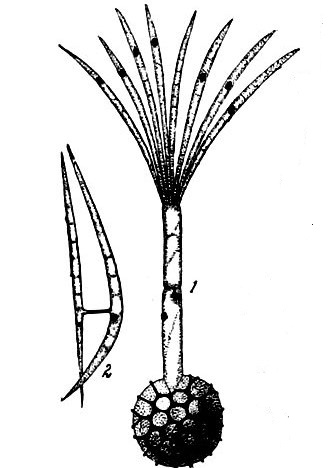
Germination d'une téliospore et croisement de sporidies

La germination des téliospores a lieu en même temps que celle du blé. La contamination ne peut se faire qu'au stade plantule du blé. Le champignon colonise ensuite les ébauches de l'épi.